# هيام عباس
هيام عباس (مواليد 30 نوفمبر 1960) هي ممثلة وكاتبة ومخرجة من عرب 48. ولدت في مدينة الناصرة لأسرة عربية مُسلمة، وتربت في قرية دير حنا الواقعة بالقرب من الحدود اللبنانية. قامت بالتمثيل في عدة أفلام عربية مثل الجنة الآن مع المخرج هاني أبو أسعد، وباب الشمس مع المخرج يسري نصر الله. كما شاركت في العديد من الأفلام الغربية التي منحتها شهرة دولية مثل ميونخ مع المخرج الأمريكي ستيفن سبيلبرج. من آخر أعمالها هو فيلم الزائر، وهو فيلم أمريكي عن العلاقات بين العرب والأمريكان بعد أزمة الحادي عشر من سبتمبر. استقبل الفيلم استقبالاً جيداً وأثنى النقاد على دور هيام في الفيلم. مثلت بعده أحد الادوار الرئيسية في فلم فجر العالم من إخراج العراقي عباس فاضل. قامت أيضاً بإخراج فيلمين قصيرين. كما عملت مصححة ومراجعة للهجة ومدربة تمثيل في فيلم ميونخ. هيام عباس متزوجة من الممثل الفرنسي زين الدين سويلم وإبنتهما الممثلة لينا سويلم.

## المسيرة الفنية

### تمثيل
- حيفا - 1996 (أم سعيد)
- علي ربيعة والآخرون - 2000
- الحرير الأحمر - 2002 (ليلى)
- باب الشمس - 2004 (أم يونس)
- العروس السورية - 2004 (آمال)
- نادية وسارة - 2004 (نادية)
- الجنة الآن - 2005 (أم سعيد)
- القصة الأصلية - 2006
- شجرة الليمون - 2007 (سلمى)
- الزائرة - 2008
- أمريكا (فيلم) - 2009
- كل يوم عيد - 2009
- الدواحة - 2009
- المر والرمان - 2010
- لا تنسيني اسطنبول - 2011
- الوعد (مسلسل) - 2011
- غزة مونامور - 2013[4]
- ذا ستيت (الدولة) - 2017
- الخلافة، دور: مارشا روي، 2018 - 2023
- رامي - 2019 - 2020 - 2022

### كتابة
- الرقصة الأبدية - 2004

### إخراج
- الخبز - 2001
- الرقصة الأبدية - 2004

### إنتاج
- الخبز - 2001

## وصلات خارجية
- هيام عباس على موقع IMDb (الإنجليزية)
- هيام عباس على موقع قاعدة بيانات الأفلام العربية
- هيام عباس على موقع ألو سيني (الفرنسية)
- هيام عباس على موقع أول موفي (الإنجليزية)
- هيام عباس على موقع قاعدة بيانات الأفلام السويدية (السويدية)
- هيام عباس على موقع قاعدة بيانات الفيلم (الإنجليزية)
- هيام عباس على موقع ليتربوكسد (الإنجليزية)
- هيام عباس على موقع كينوبويسك (الروسية)
- صفحة هيام على قاعدة بيانات الأفلام على الإنترنت
- هيام عباس على آيماكس